# Personale Existenzanalyse
Die Personale Existenzanalyse (PEA) ist eine zentrale Methode der Existenzanalyse. Sie stellt eine Anleitung dar für den (psychotherapeutischen) Prozess der Entwicklung einer autonomen, authentischen, emotional erfüllten, sinnvollen und personal verantworteten Existenz. Die Entwicklung der PEA erfolgte in den Jahren 1988 bis 1990 von Alfried Längle und markiert die personale Wende in der Existenzanalyse, durch die subjektives Erleben, Emotionen, personale Prozesse vor, während und nach dem Existenzvollzug (Grundmotivationen) und Biographie in den Mittelpunkt existenzanalytischer Psychotherapie rückten. Dadurch wurde das von Viktor Frankl als zentral für die Existenz angesehene Sinntheorem den personalen Prozessen zeitlich nachgeordnet und im Rahmen der Psychotherapie als Ergebnisvariable aufgefasst. Das Sinnkonzept erwies sich nur selten als unmittelbares psychotherapeutisches Instrument geeignet.
Die PEA basiert auf dem prozessualen Personkonzept von Längle, wonach die Person ihr Sein im dialogischen Austausch mit der Welt über drei Schritte vollzieht. Sie markieren die drei Grundfähigkeiten personaler Begegnung, sind dafür konstitutiv und schaffen den inneren (subjektiv-intimen) als auch äußeren (begegnenden) Zugang zur Person. Die drei Fähigkeiten bilden im dialogischen Geschehen wie im subjektiven Erleben stets eine Einheit. Darin kommt die Offenheit, Selektivität und Interaktivität des Personseins zum Ausdruck.

Prozessuales Personkonzept der PEA

Die Methode der PEA erfolgt in vier Schritten:
| PEA 0 | (Deskriptive Vorphase) Inhaltliche Beschreibung der Fakten (Probleme); Beziehungsaufnahme; kognitive Haltung des Therapeuten.                                                                                              |
| PEA 1 | (Phänomenologische Analyse) Heben des Eindrucks (primäre Emotion und phänomenaler Gehalt); therapeutische Haltung: Empathie.                                                                                               |
| PEA 2 | (Authentische Restrukturierung) Einarbeiten des Eindrucks zu bestehenden Wertbezügen (verstehen – entscheiden – entschließen); innere Stellungnahme (integrierte Emotion); therapeutische Haltung: konfrontativ-begegnend. |
| PEA 3 | (Selbstaktualisierung) Erarbeiten des adäquaten Ausdrucks als handelnde Antwort (äußere Stellungnahme); schützende-ermutigende Haltung des Therapeuten.                                                                    |